# Wojny napoleońskie
Wojny napoleońskie – seria konfliktów zbrojnych pomiędzy Francją i państwami z nią sprzymierzonymi a zmieniającą się koalicją innych państw Europy, w czasach supremacji Napoleona Bonaparte. Były one kontynuacją wojen między I Republiką Francuską a państwami I i II koalicji, które wybuchły z powodu rewolucji francuskiej i trwały – z inicjatywy i dzięki finansowaniu przez Wielką Brytanię – przez cały okres Konsulatu i I Cesarstwa.

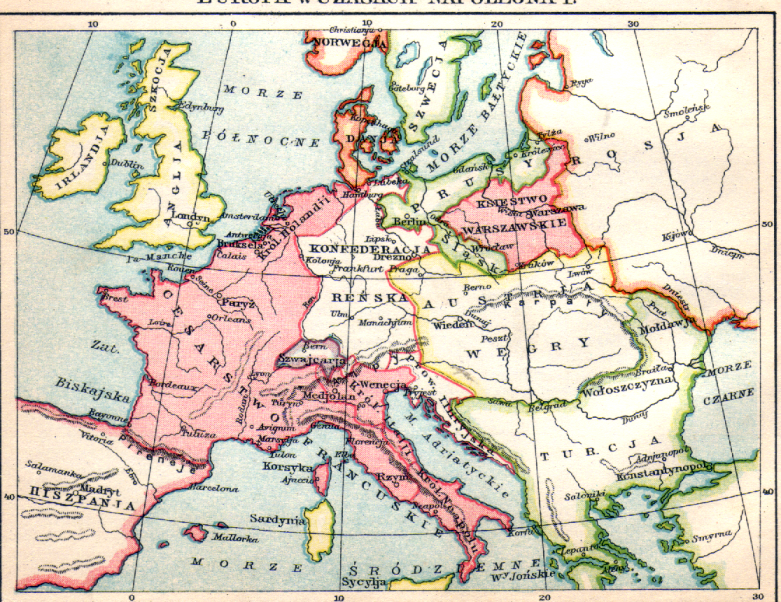
Najdalszy zasięg napoleońskich zdobyczy terytorialnych

Historycy nie są zgodni co do tego, kiedy dokładnie należy datować ich początek. Niektórzy uważają, że należy je liczyć od momentu, gdy w listopadzie 1799 roku Napoleon przejął władzę we Francji. Inni uznają, że konflikty okresu 1799–1802 należy zaliczać jeszcze do wojen okresu rewolucji francuskiej i za punkt początkowy „wojen napoleońskich” uważają zerwanie pokoju w Amiens i wypowiedzenie wojny Francji przez Brytanię w 1803. Obecnie w historiografii zachodniej coraz częściej nazywa się je „wojnami Koalicji”, ponieważ faktycznie zostały one narzucone Napoleonowi przez kolejne koalicje.
Wojny te – dzięki talentom dowódczym Napoleona początkowo zwycięskie, co zaowocowało pobiciem w polu armii większości dawnych mocarstw europejskich – zakończyły się przegraną Francji i najpierw abdykacją, a po ostatniej kampanii, znanej jako „100 dni Napoleona”, zesłaniem cesarza na Wyspę Świętej Heleny (1815). Za ich końcową datę uznaje się 20 listopada 1815 – po ostatecznej klęsce Napoleona w bitwie pod Waterloo i podpisaniu drugiego traktatu paryskiego w 1815 roku.
Wojny napoleońskie przyczyniły się pośrednio do powstania w wielu krajach Europy nowego stylu myślenia, a w konsekwencji do walki o wyzwolenie narodowe w Polsce, Belgii, we Włoszech i na Bałkanach.

## Wojna z Austrią
Gdy Napoleon Bonaparte, jako Pierwszy Konsul, przejmował 9 listopada 1799 (18 brumaire’a roku VIII) dyktatorskie rządy we Francji, wojna drugiej europejskiej koalicji przeciwko rewolucyjnej Francji praktycznie wygasła. Koalicja zawiązała się w grudniu 1798 i obejmowała Wielką Brytanię, Rosję, Turcję, Austrię, Szwecję, Portugalię, Neapol i kilka państw niemieckich, lecz bez Prus. Wojna trwała niespełna rok i ograniczyła się prawie wyłącznie do działań ekspedycyjnych armii rosyjskich na terenie Włoch i Holandii, przy minimalnym wsparciu innych koalicjantów. Austria starała się jedynie umocnić swe świeżo zdobyte pozycje w północnych Włoszech, zaś Wielka Brytania, po morskich zwycięstwach, nie przejawiała chęci angażowania swych sił na lądzie. Toteż Rosja wycofała się z wojny. Wtedy inicjatywę wojenną przejął Napoleon, żądając by Austria wycofała się z Półwyspu Apenińskiego. Gdy ultimatum nie zostało przyjęte, Napoleon, po ryzykownej przeprawie wojsk francuskich przez Przełęcz Świętego Bernarda w Alpach (14–21 maja 1800), rozbił siły austriackie 14 czerwca pod Marengo. Następnie Francuzi zajęli Monachium i zagrozili Wiedniowi, stolicy Austrii. Austriacy po kilku miesiącach zawieszenia broni wznowili działania, ale 3 grudnia gen. Moreau pokonał ich pod Hohenlinden w Bawarii, gdzie znakomitą postawą odznaczyli się ułani z polskiej Legii Naddunajskiej. Zmusiło to Austrię do zawarcia 9 lutego 1801 pokoju w Lunéville, przywracającego stan posiadania, jak po włoskich zwycięstwach Napoleona z 1797 roku.
W 1802 i 1803 roku Napoleon wysłał 40-tys. korpus interwencyjny, w tym 2 polskie półbrygady (ok. 6 tys. ludzi), utworzone z resztek włoskiego legionu Dąbrowskiego, na wyspę Santo Domingo na Karaibach, będącą kolonią francuską. Doszło tam do buntu Mulatów i Murzynów przeciwko restytucji niewolnictwa. Ciężkie dla Europejczyków warunki klimatyczne, żółta febra i walki zdziesiątkowały interwencyjne wojska i zmusiły je w listopadzie 1803 do wycofania.

## III koalicja antyfrancuska

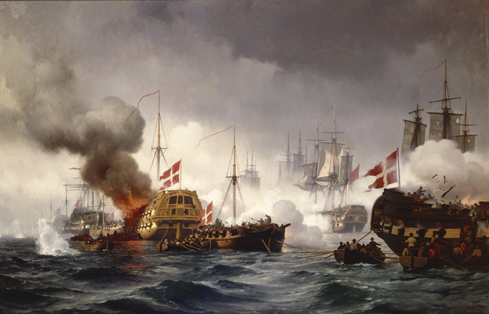
Bitwa morska o Kopenhagę, 2 kwietnia 1801

Wielka Brytania nie chciała walk lądowych, zwłaszcza wobec wrogości Szwecji i Danii oraz zmiany orientacji rosyjskiej na profrancuską. Ale w 1801 po wyparciu Francuzów z Egiptu, zatopieniu przez Nelsona wojennej floty duńskiej u wybrzeży Kopenhagi i śmierci cesarza Rosji, Pawła I, sojusze znów odwróciły się na korzyść Wielkiej Brytanii. Wówczas mogła pozwolić sobie na kompromisowy pokój z Francją, jaki zawarty został 25 marca 1802 w Amiens. Umocnił on także pozycję Bonapartego w państwie francuskim, gdyż i Francuzi byli zmęczeni wieloletnimi wojnami.
Jednak już w 1803 stało się jasne, że pokój między Francją i Wielka Brytanią nie będzie trwały. Mnożyły się incydenty na morzach, w których Anglicy rewidowali i zagarniali statki francuskie, Francuzi zaś wznowili morską blokadę Wysp Brytyjskich oraz internowali Anglików z Francji, konfiskując ich majątki. Zagarnęli też niemiecki Hanower i porty nad Morzem Północnym i zaczęli przygotowywać się do inwazji na Wyspy Brytyjskie. Napoleon przygotował w tym celu dziewięćdziesięciotysięczną armię, jaka miała być przewieziona na statkach, gromadzonych w portach nad kanałem La Manche. Lecz porty te zostały zablokowane przez okręty angielskie i zamiar inwazji okazał się nierealny.
Natomiast bez większych przeszkód Napoleon działał na terenie Italii. Do 1805 zaanektował Królestwo Piemontu (Turyn) oraz Republikę Liguryjską (Genua), a także przekształcił Republikę Włoch w Królestwo Włoch, mianując się jego królem. Naruszył w ten sposób historycznie ukształtowany system Niemieckiego Cesarstwa Rzymskiego, rządzonego przez niemieckich cesarzy dynastii Habsburgów.

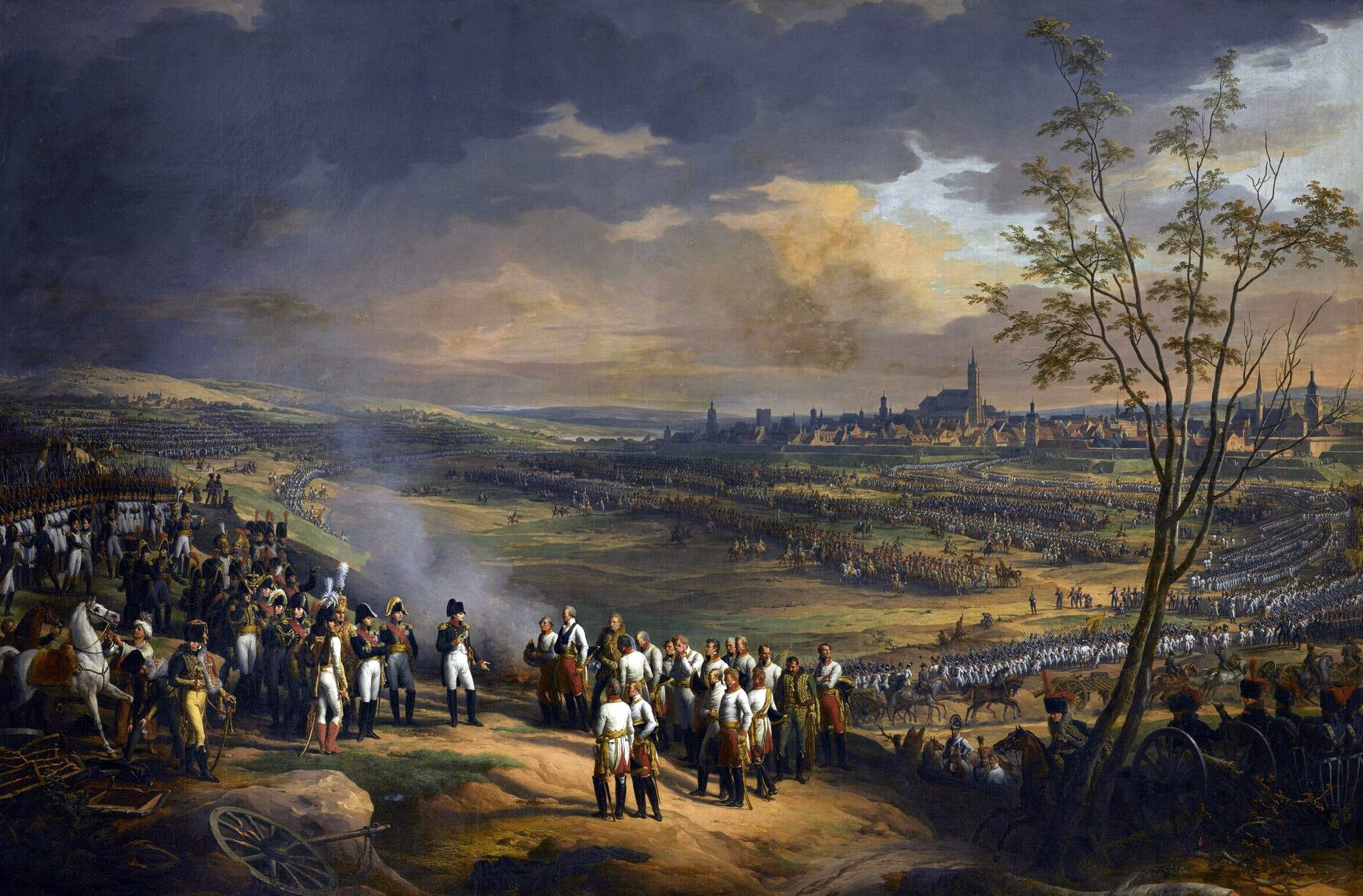
Poddanie się miasta Ulm, 20 października 1805

Wszystkie te poczynania Napoleona spowodowały zawiązanie się kolejnej, trzeciej koalicji antyfrancuskiej w składzie: Wielka Brytania, Austria, Rosja, Szwecja i Królestwo Neapolu. Nowa wojna rozpoczęła się we wrześniu 1805 od ataku Austrii na Księstwo Bawarii, sprzymierzone z Francją. Wtedy Napoleon ruszył ze swą armią do Niemiec, pobił Austriaków pod Ulm, zajął Wiedeń, po czym wkroczył na Morawy. Tam 2 grudnia Francuzi rozgromili pod Austerlitz połączone siły austriacko-rosyjskie. Austria wycofała się wówczas z koalicji i zawarła z Francją 26 grudnia 1805 roku pokój w Preszburgu, zaś cesarz Aleksander I wycofał resztki swego korpusu interwencyjnego do Rosji.

## Wojna z Prusami

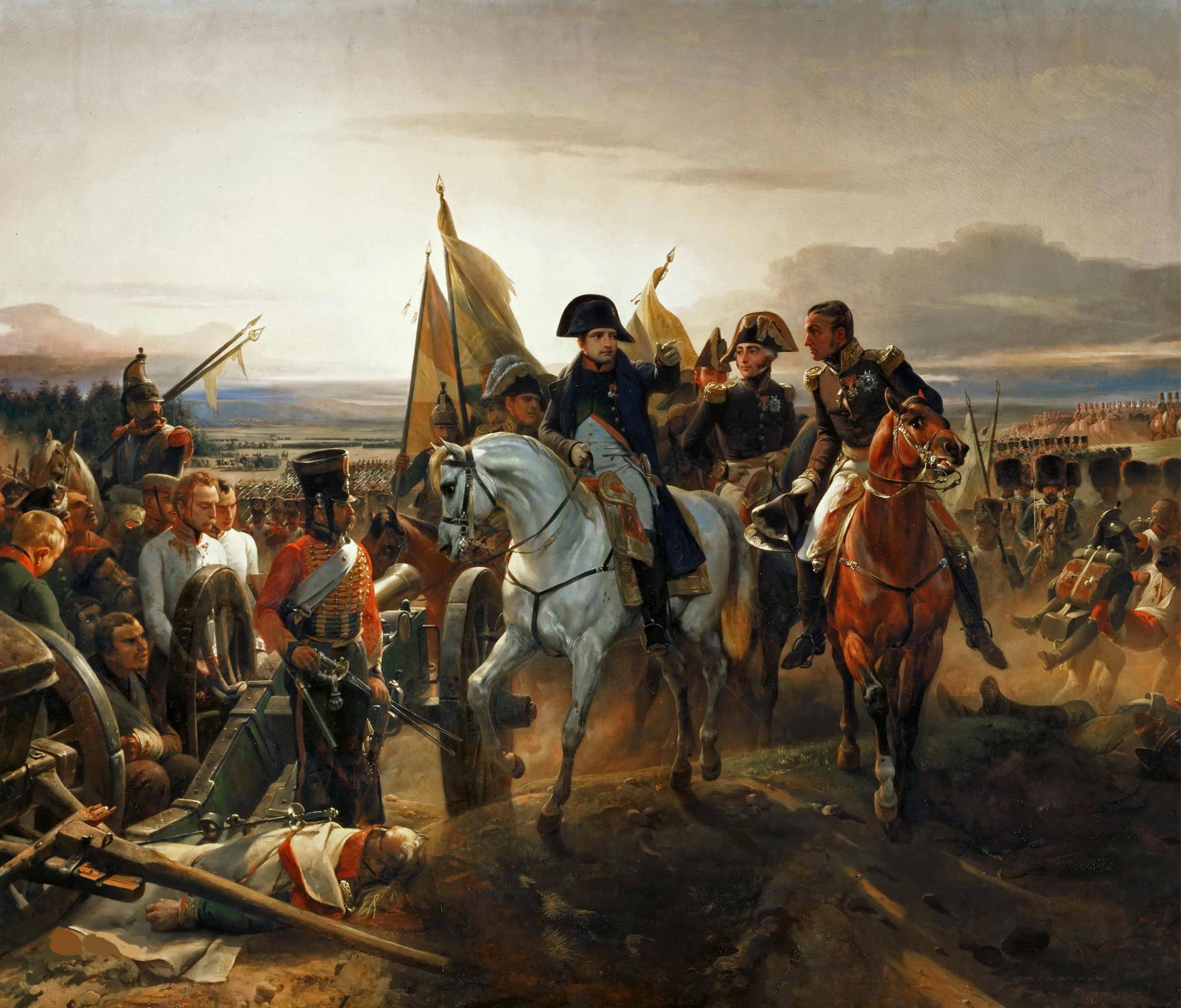
Napoleon na polu bitwy pod Frydlandem, 14 czerwca 1807

Pod koniec XVIII wieku, w stosunkowo krótkim czasie, kształtowała się nowa mapa Europy. Upadła Rzeczpospolita, którą podzieliły między siebie Rosja, Austria i Prusy. Imperium Rosyjskie zagarnęło znaczne obszary północnego wybrzeża Morza Czarnego i część Finlandii. Francja anektowała Belgię, Luksemburg i niemieckie tereny lewego brzegu Renu. Do 1806 Napoleon I Bonaparte podporządkował sobie Holandię, Szwajcarię, Włochy i znaczną część Niemiec.
Przyłączył też do Francji szereg innych terytoriów, m.in. Dalmację nad Morzem Adriatyckim, utworzył królestwa Neapolu i Holandii, gdzie mianował królami swych braci. Dużą zmianą było scalenie licznych zachodnich państw niemieckich w Związek Reński. W ten sposób zaistniały 3 duże organizmy państwowe niemieckie: Prusy, Austria i Związek Reński, a likwidacji uległa Rzesza Niemiecka, to jest historyczne Święte Cesarstwo Rzymskie.

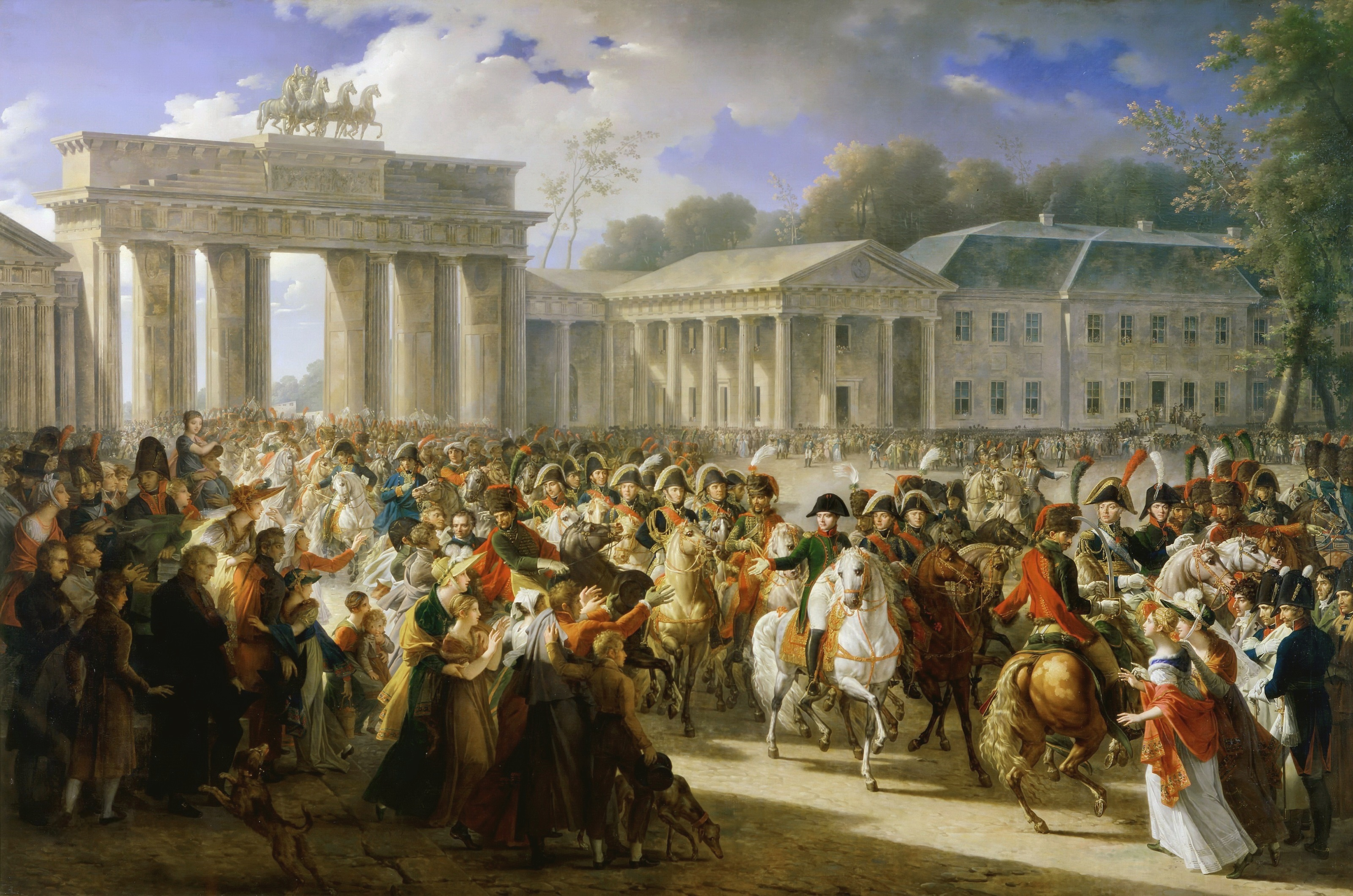
Po pokonaniu sił pruskich pod Jeną, armia francuska wkracza do Berlina, 27 października 1806

Prusy, niezadowolone z utworzenia Związku Reńskiego, wystosowały w tej sprawie ultimatum do cesarza Francuzów. W odpowiedzi wkroczył on ze swymi armiami do Prus i po dwóch tygodniach, 14 października 1806, Francuzi rozgromili wojska pruskie w dwóch bitwach pod Jeną i Auerstedt. Następnie zajęli Berlin i prawie całe terytorium Prus po Warszawę. Wojska pruskie, przy pomocy Rosjan, broniły się jeszcze tylko na części Pomorza. Po nierozstrzygniętej krwawej bitwie z Rosjanami pod Pruską Iławą, zajęciu Tczewa i Słupska przez Polaków, kapitulacji oblężonego Gdańska i klęsce wojsk rosyjskich 14 czerwca 1807 pod Frydlandem, Rosja poprosiła o pokój. Jeszcze w tym samym roku tj. 1807, wojska Napoleona próbowały zdobyć największą w Europie twierdzę srebrnogórską, którą wojska Fryderyka III skutecznie obroniły. Nikt wcześniej i później jej nie zdobył. W tym samym czasie twierdze: kłodzka, nyska, głogowska, brzeska, wrocławska i świdnicka kapitulowały pod naporem wojsk napoleońskich. Francja zawarła wówczas dwa traktaty pokojowe w Tylży: z Rosją 7 lipca i z Prusami 9 lipca. Na ich mocy Królestwo Prus utraciło swe ziemie na zachód od Łaby, powstało Wolne Miasto Gdańsk, a z pruskich terenów II i III rozbiorów Rzeczypospolitej utworzono Księstwo Warszawskie. Rosja i Prusy zobowiązały się też do blokady handlowej przeciwko Wielkiej Brytanii, przy czym Napoleon zaakceptował zajęcie przez Rosję szwedzkiej Finlandii i tureckiej Mołdawii.

## Wojna w Hiszpanii

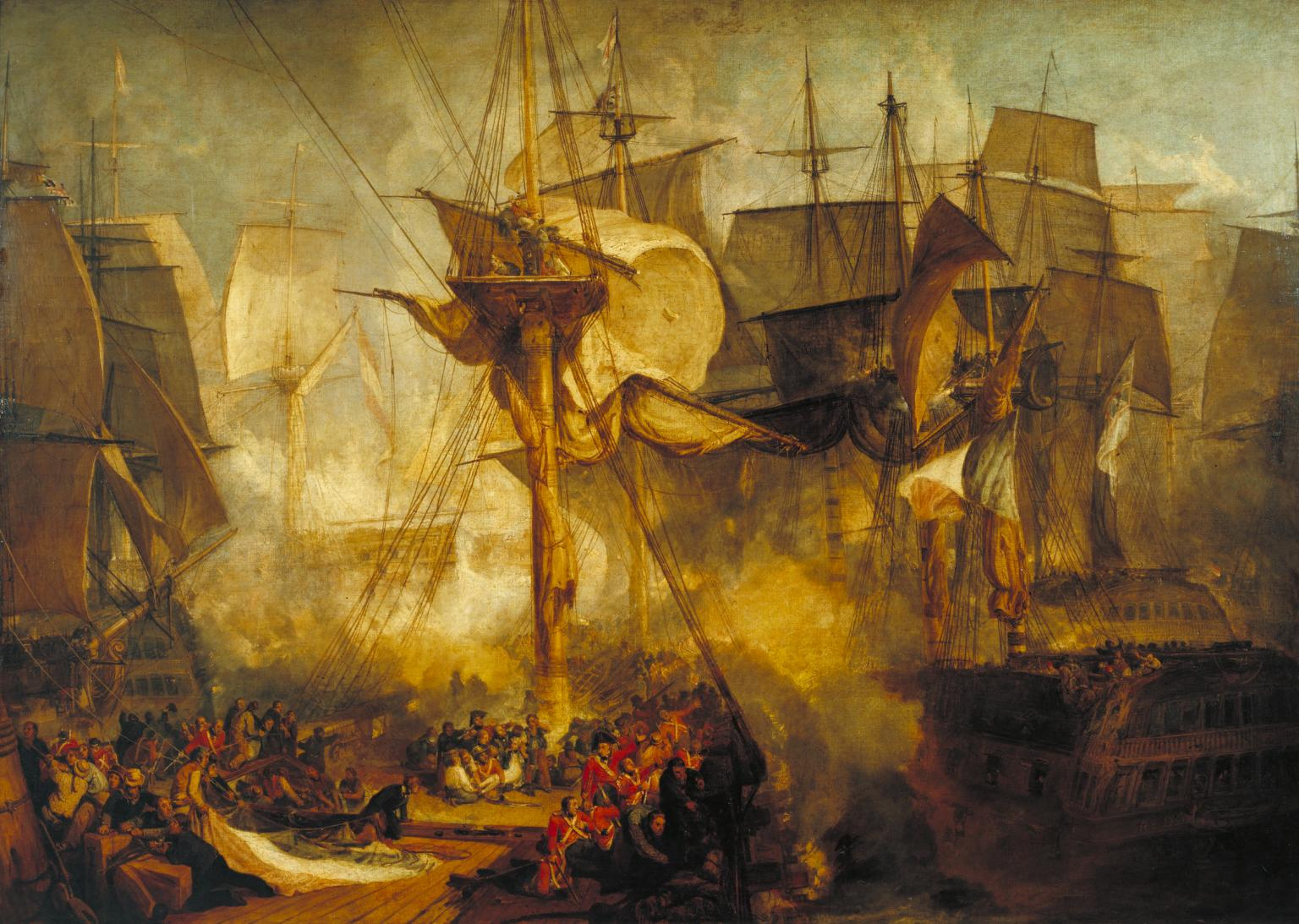
Bitwa pod Trafalgarem, 21 października 1805

Bonaparte nie miał już przeciwników w Środkowej Europie, lecz wojna z Anglią trwała nadal. 21 października 1805 roku pod Trafalgarem w pobliżu Gibraltaru, flota francuska i sprzymierzonej Hiszpanii została rozbita przez flotę brytyjską admirała Nelsona. W kontynentalnej Europie zapanował pokój, z wyjątkiem Portugalii, gdzie Anglicy mieli swoje bazy morskie, z których robili wypady przeciwko francuskim statkom na Atlantyku i Biskajach. Napoleon postanowił spacyfikować ten ostatni wrogi skrawek kontynentalnej Europy. Posłał więc swe wojska przez terytorium przyjaznej Hiszpanii i w listopadzie 1807 roku Portugalia została podbita, zaś Hiszpania znalazła się pod nieformalną okupacją armii francuskiej.
Zamach stanu przeprowadzony przez arystokrację zmusił Karola IV do abdykacji na rzecz własnego syna Ferdynanda. Napoleon wywiózł panujących do Bayonne, gdzie 5 maja zmusił obu do zrzeczenia się tronu, który objął Józef Bonaparte. Marionetkowy parlament w Madrycie zatwierdził nowego króla, ale kiedy Józef zamierzał wyegzekwować swe prawa, w stolicy, a później w całym kraju, wybuchła niekontrolowana rewolta. Napoleon przy pomocy dodatkowych sił utrzymał wprawdzie w swym władaniu cały Półwysep Iberyjski, lecz w Hiszpanii rozpalała się wojna partyzancka i angażowała znaczne siły francuskie. Od roku 1808 w Portugalii i Hiszpanii operował brytyjski korpus ekspedycyjny pod dowództwem Wellingtona. Po kapitulacji armii francuskiej pod Bailen Józef Bonaparte uciekł z Madrytu i na tron wprowadziła go dopiero interwencja Wielkiej Armii pod osobistym dowództwem Napoleona. Drogę do Madrytu otworzyła wygrana 30 listopada 1808 bitwa pod Somosierrą, w której decydującą była szarża polskich szwoleżerów Gwardii Cesarskiej. Przez następne z górą pięć lat w Hiszpanii toczyła się kombinowana wojna sił regularnych i partyzanckich, którą cechowało bezwzględność i okrucieństwo stron walczących.

## V koalicja

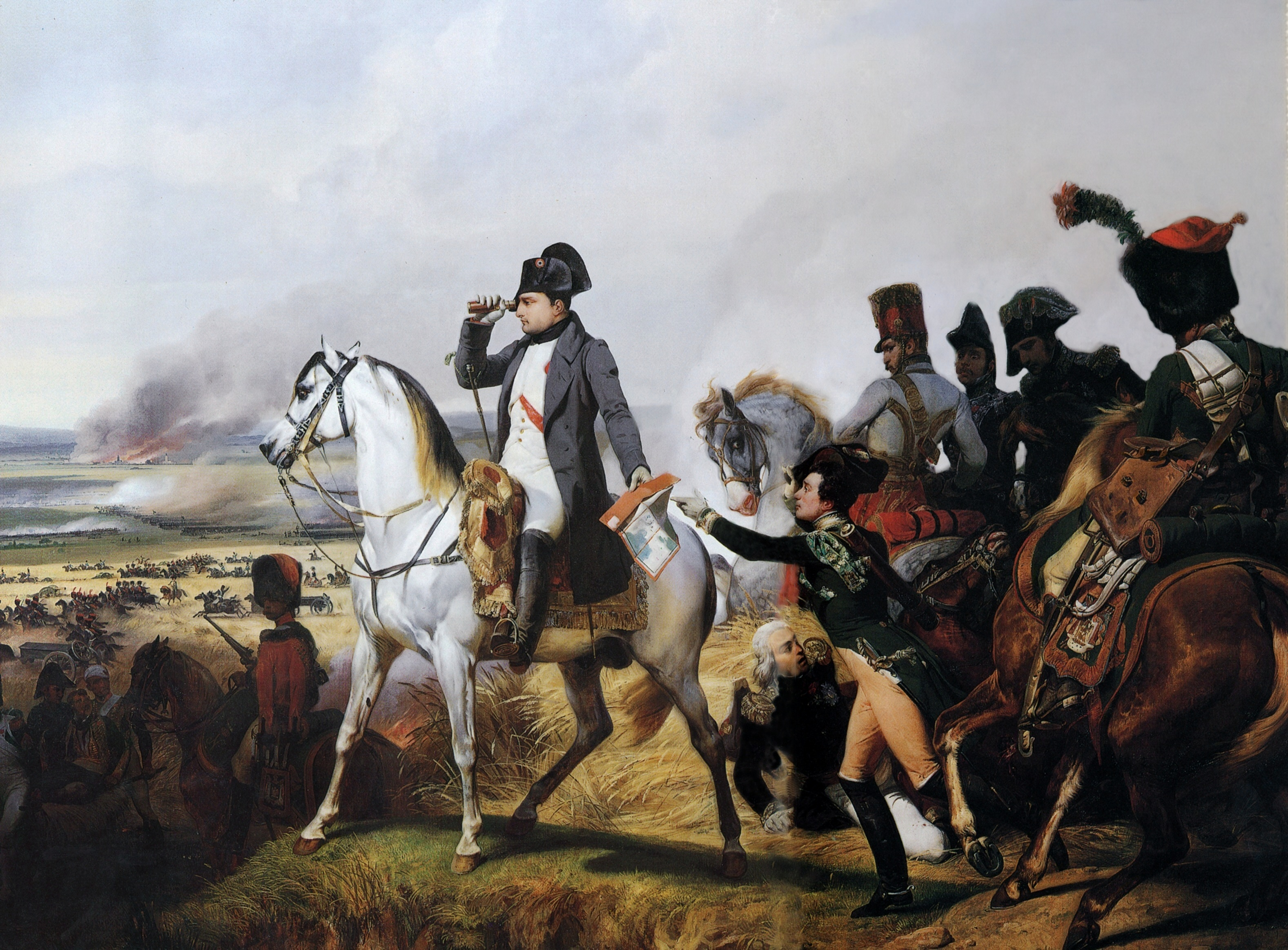
Napoleon pod Wagram, 5–6 lipca 1809

W wielu krajach narastało niezadowolenie z dominacji francuskiej w Europie. Po niepowodzeniach Francuzów na półwyspie Iberyjskim, Austria sprzymierzyła się z Wielką Brytanią, zawiązując piątą koalicję antyfrancuską. Nowa wojna rozpoczęła się w kwietniu 1809 kiedy Austriacy zaatakowali na kilku kierunkach, w tym Bawarię, Italię, Saksonię i Księstwo Warszawskie. W Tyrolu wybuchło powstanie górali, a w Westfalii działania dywersyjne prowadził były władca Brunszwiku. W tej sytuacji Napoleon I Bonaparte szybko ściągnął część swych wojsk z Hiszpanii, aby wesprzeć oddziały francuskie stacjonujące w Niemczech. Następnie wraz z kontyngentami wojsk Związku Reńskiego, powstrzymał ofensywę austriacką w Bawarii, a potem zajął Wiedeń 12 maja. Jednak po niepowodzeniu pod Aspern i Essling nad Dunajem, z pewnym opóźnieniem, bo dopiero 6 lipca rozprawił się z Austriakami pod Wagram. Tymczasem Austriacy przegrywali również na innych odcinkach. Francuzi i ich sojusznicy powoli pacyfikowali bunty w Niemczech i Tyrolu. Wicekról Italii pasierb Napoleona Eugeniusz de Beauharnais po początkowych niepowodzeniach pokonał ich w północnych Włoszech w maju i wkrótce wsparł działania Napoleona nad Dunajem. Polacy pod wodzą ks. Józefa Poniatowskiego po oddaniu Austriakom Warszawy podjęli udaną ofensywę w Galicji zajmując wiele miast, w tym Kraków. Po stronie Napoleona występował tu także korpus rosyjski, ale jego działania były pasywne.
Austria musiała prosić o rozejm, a następnie 14 października 1809 podpisała traktat pokojowy w Schönbrunnie pod Wiedniem. Austria utraciła ostatecznie swe prowincje nad Adriatykiem, a także prowincje Salzburg i Inn na rzecz Bawarii, oraz ziemie polskie III rozbioru 1795, o które powiększone zostało Księstwo Warszawskie, a okręg Tarnopola otrzymała Rosja.
W grudniu 1809 Napoleon rozwiódł się ze swą pierwszą żoną, Józefiną i poprosił cesarza Rosji Aleksandra I o rękę jego młodszej siostry, Anny. Odmówiono mu jednak pod pretekstem zbyt młodego wieku wybranki. Nie przejął się tym i ożenił wkrótce z córką cesarza austriackiego Marią Luizą.

## Kampania rosyjska

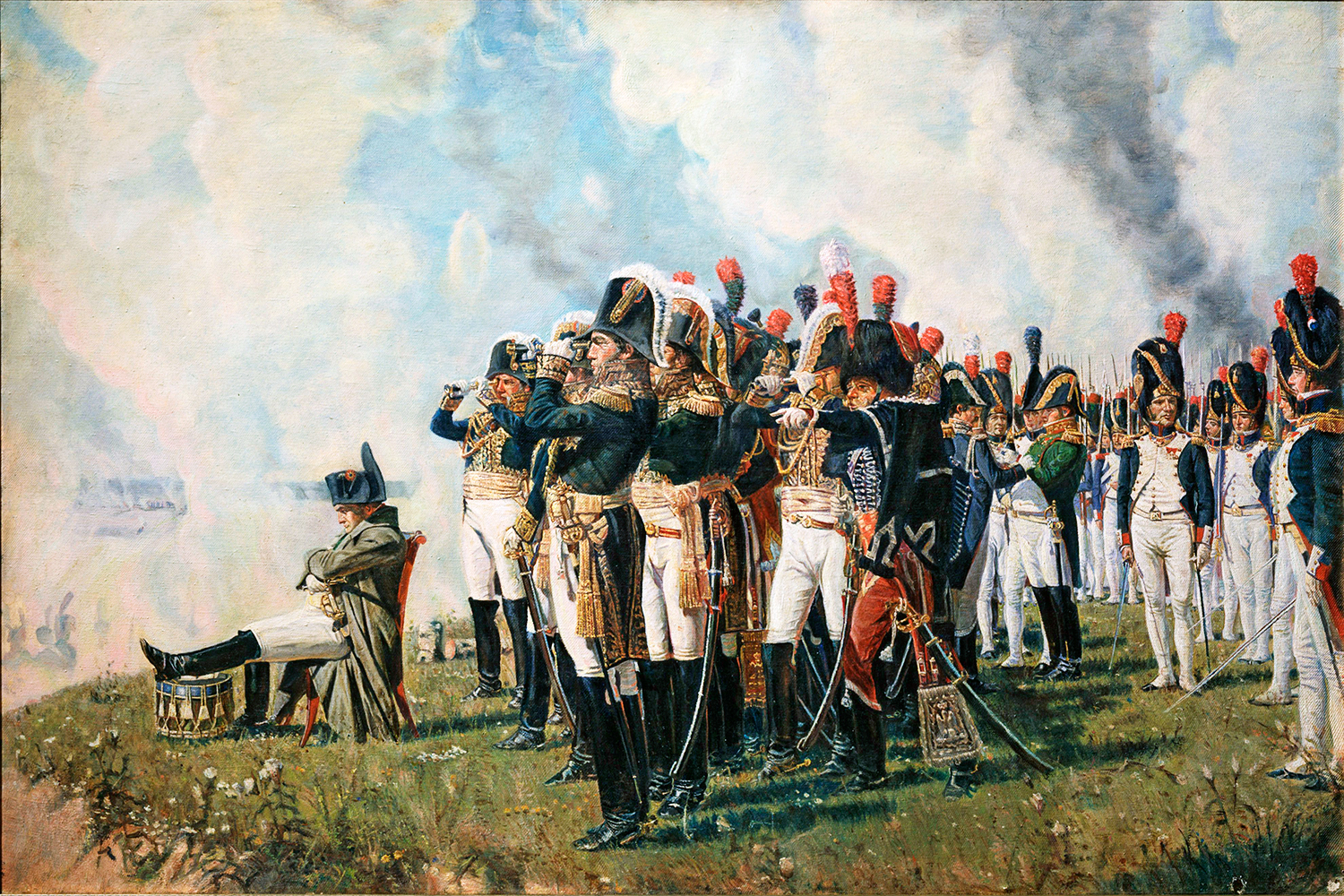
Napoleon pod Borodino, 5–7 września 1812

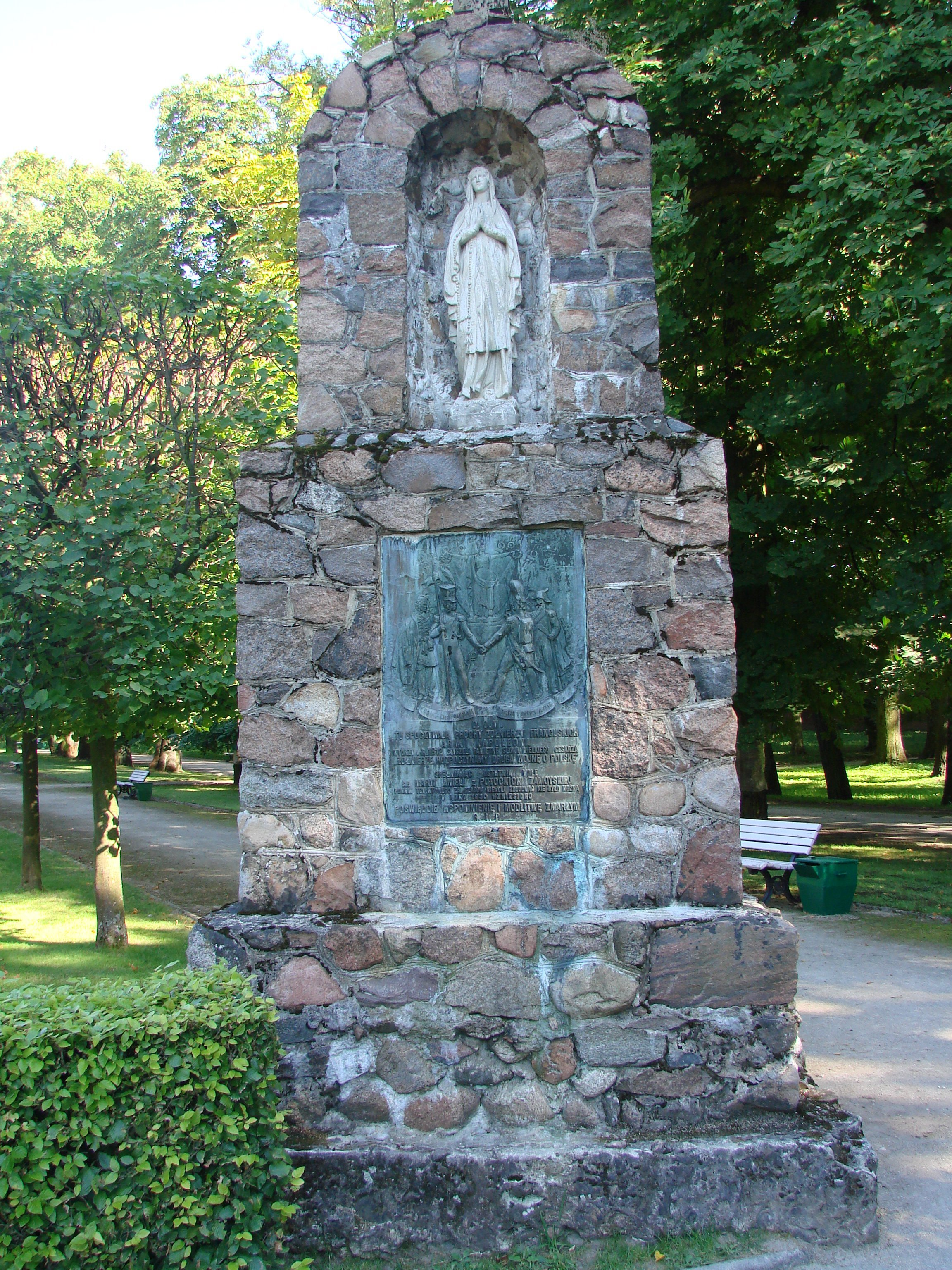
Nagrobek francuskich żołnierzy napoleońskich, którzy wracając z kampanii rosyjskiej dotarli do Kozłówki i tu umarli z powodu ran. Nagrobek wystawiono w 1930, po odzyskaniu niepodległości

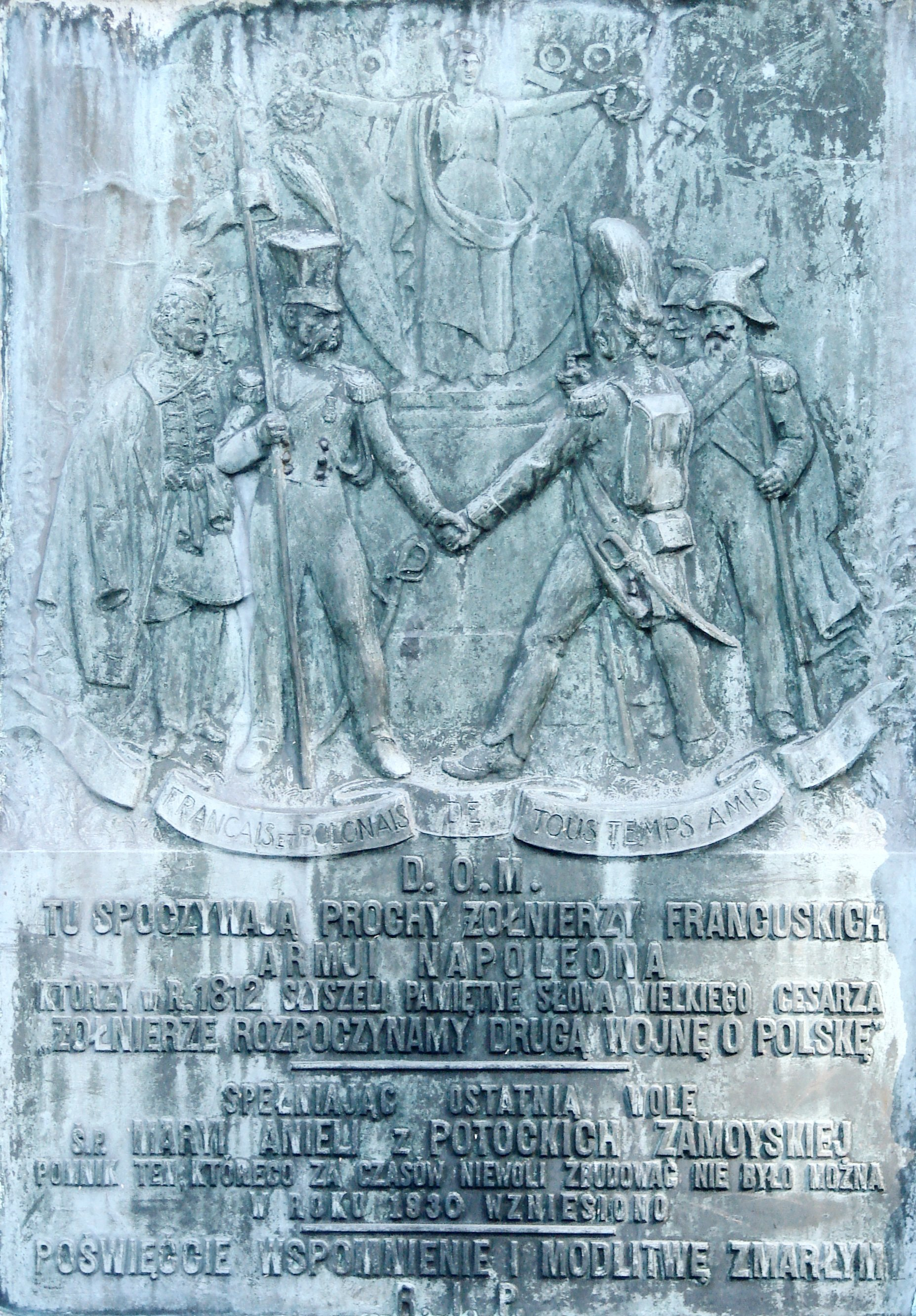
Tablica pamiątkowa z nagrobka

Francja niepodzielnie panowała w zachodniej i środkowej Europie, ale wojna z Anglią trwała nadal. Najistotniejszym jej elementem była blokada wysp brytyjskich. Dokuczała ona coraz bardziej wszystkim, również Rosji, rujnując jej handel. Cesarz Aleksander I nie był też zadowolony z dominacji Napoleona w Europie. Gdy latem 1810 Jean Baptiste Bernadotte, jeden z marszałków napoleońskich zasiadł na tronie Szwecji, znajdującej się w strefie wpływów Rosji, Aleksander I kazał otworzyć porty rosyjskie dla statków neutralnych, w tym przewożące także towary angielskie.
Napoleon I Bonaparte, wierząc najwidoczniej, że wygrać z Wlk. Brytanią może tylko na drodze jej blokady, powziął wówczas zamiar pobicia i zwasalizowania Rosji. Zgromadził na terenach Prus Wschodnich i Księstwa Warszawskiego wielonarodową Wielką Armię, liczącą ok. 600 tys. ludzi (m.in. 300 tys. Francuzów, Włochów i Belgów, 180 tys. Niemców, 90 tys. Polaków) i 24 czerwca 1812 przekroczył z nią rzekę Niemen, rozpoczynając swą kolejną kampanię wojenną, którą na użytek Polaków nazwał „drugą wojną polską”. Z polecenia Napoleona Sejm Księstwa Warszawskiego 28 czerwca 1812 zawiązał Konfederację Generalną Królestwa Polskiego, która ogłosiła wskrzeszenie Polski i przyłączenie do niej prowincji zabranych. Rosjanie szybko wycofywali się i unikali decydujących bitew. W połowie sierpnia Francuzi dotarli do Smoleńska, gdzie stoczono dwudniowe walki, ale Rosjanie znowu się wycofali. Dopiero koło Możajska, pod wsią Borodino, w dniach 5–7 września doszło do wielkiej bitwy. Wzięło w niej udział 250 tys. ludzi, zginęło 80 tys., bitwa nie przyniosła rozstrzygnięcia.
Dowodzący wojskami rosyjskimi książę marszałek Michaił Kutuzow wycofał je, oddając w połowie września ćwierćmilionową Moskwę, po wcześniejszej ewakuacji mieszkańców, wywiezieniu wszelkich zapasów żywności i podpaleniu miasta przez wypuszczonych na wolność więźniów. Wzniecali oni pożary jeszcze przez kilka dni po wkroczeniu wojsk francuskich, spłonęła nawet część pałacu kremlowskiego, z którego Napoleon musiał salwować się ucieczką. Słał on potem do cara propozycje honorowego zakończenia wojny, lecz po miesiącu bezowocnych oczekiwań na odpowiedź, i gdy już spadły pierwsze śniegi, zarządził 18 października odwrót swej Wielkiej Armii. Jej marsz przez bezkresne przestrzenie, wśród ostrych mrozów, bez kwater, dostatku żywności i przy nieustannych podjazdach kozackich, zamienił się w koszmar. Ubytek wielu żołnierzy obniżał wolę walki w znacznie osłabionych oddziałach, a rozkład dyscypliny sprawiał, że znaczna część wojska stawała się bezładną masą maruderów. Jednostki odwodowe również poddawały się temu rozprzężeniu, tracąc swoje walory bojowe. Pomimo tego Napoleon wyrwał się z tej matni za cenę znacznych strat. Kolejne ciężkie straty Francuzi ponieśli podczas przeprawy przez rzekę Berezynę na Białorusi. Nad Niemen wróciło tylko kilkadziesiąt tysięcy skrajnie wyczerpanych żołnierzy. Napoleon I Bonaparte opuścił wtedy resztki swej Wielkiej Armii i spiesznie wrócił do Francji.

## VI koalicja i Bitwa Narodów

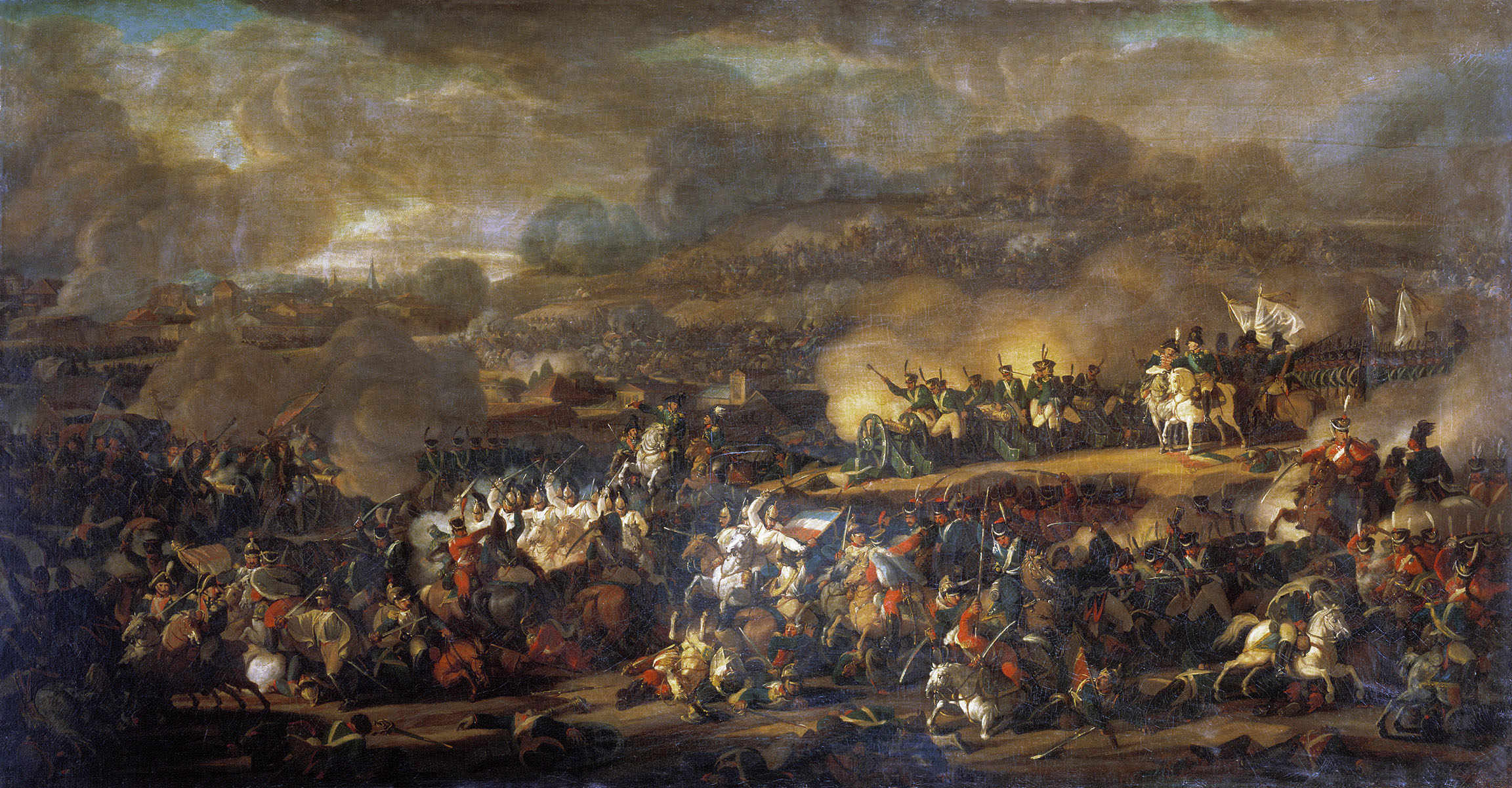
Bitwa pod Lipskiem, 16–19 października 1813

Do lutego 1813 Rosjanie zajęli Księstwo Warszawskie, zaś w marcu doszli do Łaby. Wtedy Prusy i Austria zawarły sojusze z Rosją i wypowiedziały wojnę Francji.
Tymczasem Napoleonowi udało się we Francji odtworzyć ok. 150-tys. armię i z nią wrócił do Saksonii, a nawet odniósł w maju dwa zwycięstwa pod Lützen i Budziszynem nad wojskami pruskimi i rosyjskimi, po których zawarto rozejm w Pielaszkowicach, trwający do początku sierpnia. Napoleon nie mógł jednak polegać na wojskach Związku Reńskiego, które nie przejawiały ochoty do walki. Bawarczycy otwarcie wystąpili przeciw niemu.
Po wznowieniu walk, doszło 16–19 października pod Lipskiem do wielkiej „Bitwy Narodów”, w jakiej starło się 330 tys. Rosjan, Niemców i Szwedów przeciwko 160 tys. Francuzów, Polaków i Sasów, przy czym ci ostatni w trakcie bitwy przeszli na stronę wroga. Zakończyła się ona przegraną Napoleona. Do Francji wraz z Napoleonem wróciło tylko ok. 60 tys. żołnierzy.

## Abdykacja cesarza i Sto dni (VII koalicja antyfrancuska)

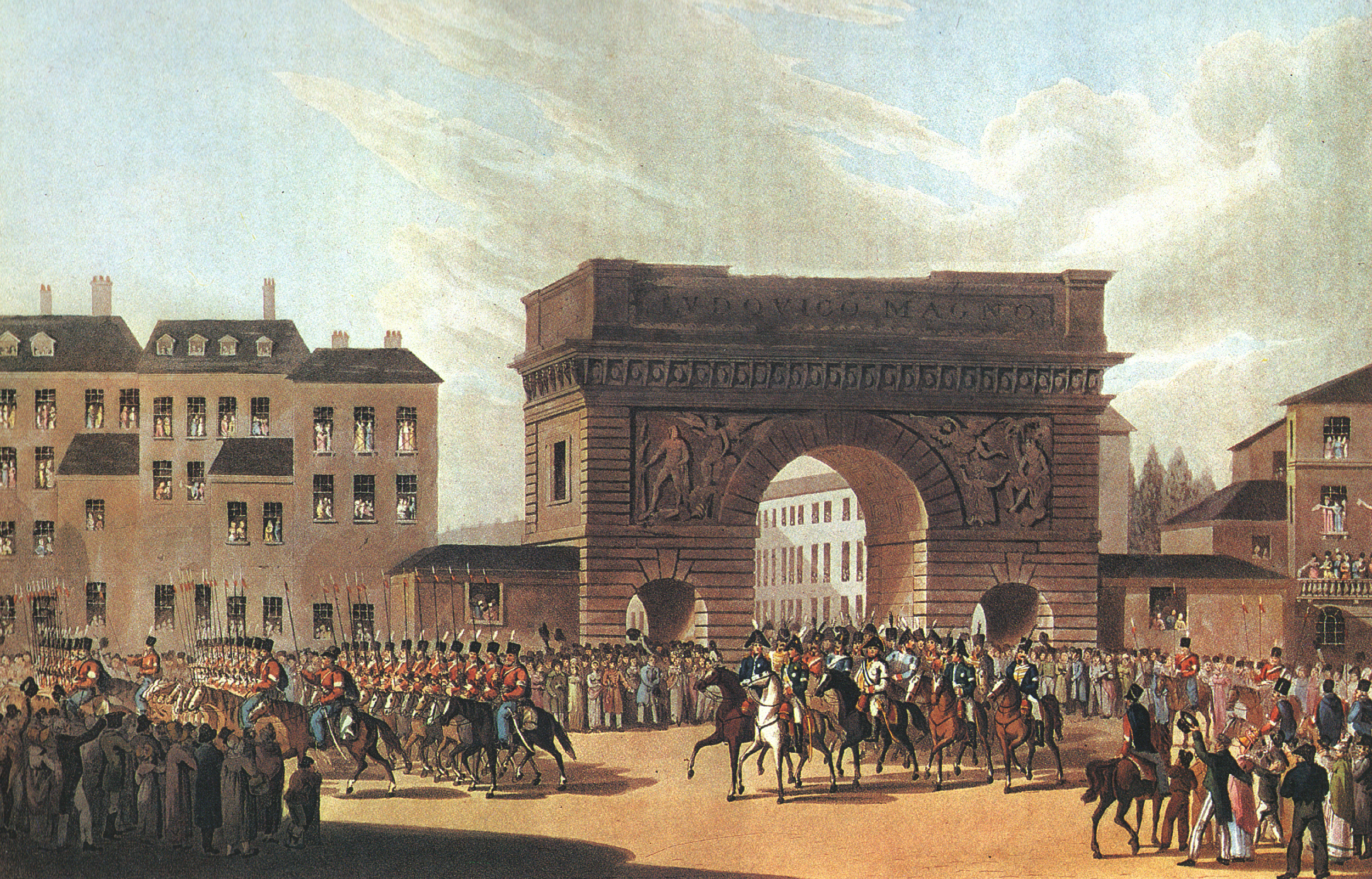
Wkroczenie wojsk rosyjskich do Paryża, 31 marca 1814

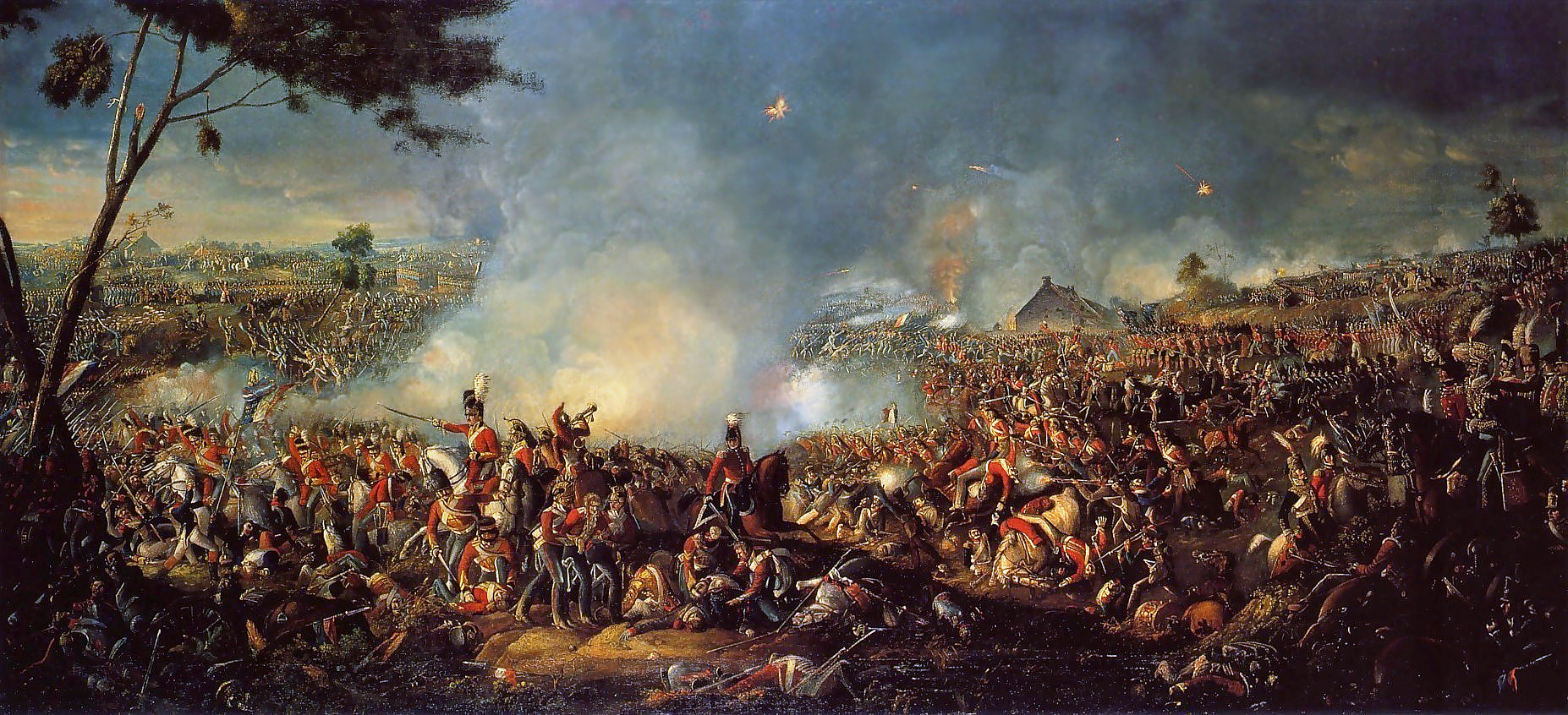
Bitwa pod Waterloo, 18 czerwca 1815

W 1814 walki przeniosły się na teren Francji, pomimo błyskotliwie dowodzonej przez Napoleona kampanii sześciodniowej wobec dysproporcji sił koalicji i Francji 31 marca padł Paryż, a Senat francuski ogłosił detronizację cesarza, który 6 kwietnia abdykował, po czym internowany został na wyspie Elbie u wybrzeży Italii. Opuściła go wtedy również jego żona Maria Luiza, która wróciła do swej cesarskiej rodziny w Wiedniu. We Francji zostało restaurowane królestwo i władzę przejął król Ludwik XVIII, młodszy brat Ludwika XVI, panującego do rewolucji francuskiej. Koalicja zawarła z nim pokój, zaś we wrześniu rozpoczął się kongres pokojowy w Wiedniu, na którym zwycięzcy zamierzali ustalić mapę Europy po wojnach napoleońskich.
W trakcie trwania kongresu, 26 lutego 1815, Napoleon Bonaparte opuścił Elbę lądując 1 marca z oddziałami liczącymi ok. 800 ludzi w zatoce Juan na Riwierze Francuskiej, po czym w krótkim czasie dotarł do Paryża, witany entuzjastycznie przez rodaków, już rozczarowanych rządami Burbonów. Chciał odzyskać władzę na zasadach monarchii konstytucyjnej. Sprzymierzeni odmówili uznania władzy Napoleona i zadeklarowali, że będą prowadzić wojnę z Francją do jego obalenia. Napoleonowi z trudem udało się zebrać 130 tys. nowego wojska i z tą armią pomaszerował do Belgii, gdzie stacjonowały wojska angielskie marsz. Wellingtona i pruskie marsz. Blüchera. Zamierzał je pobić oddzielnie, lecz plan ten się nie powiódł i bitwa pod Waterloo, niedaleko Brukseli, skończyła się totalną klęską Francuzów, dokładnie w setnym dniu po powrocie Napoleona z Elby (18 czerwca 1815). Oddał się pod opiekę rządu brytyjskiego, licząc na emigrację do Stanów Zjednoczonych jako osoba prywatna. Został jednak aresztowany i zesłany na daleką wyspę Św. Heleny na południowym Atlantyku jako jeniec stanu.